# 땃쥐털고슴도치
땃쥐털고슴도치 또는 네오테트라쿠스 시넨시스(Neotetracus sinensis)는 고슴도치과에 속하는 포유류의 일종이다. 중국과 미얀마 그리고 베트남에서 발견된다. 땃쥐털고슴도치속(Neotetracus)의 단일종이다. ‘땃쥐김누라’, ‘땃쥐짐누라’ 등으로도 불린다.